# Wild Peach Village
Wild Peach Village è un census-designated place degli Stati Uniti d'America, situato nella contea di Brazoria dello Stato del Texas.

## Società

### Evoluzione demografica
Secondo il censimento del 2000, c'erano 2.498 persone, 882 nuclei familiari, e 701 famiglie residenti nella città. La densità di popolazione era di 248,5 persone per miglio quadrato (96,0/km²). C'erano 989 unità abitative a una densità media di 98,4 per miglio quadrato (38,0/km²). La composizione etnica della città era formata dall'82,67% di bianchi, il 9,69% di afroamericani, lo 0,64% di nativi americani, lo 0,24% di asiatici, il 4,44% di altre etnie, e il 2,32% di due o più etnie. Gli ispanici o latinos di qualunque razza erano il 10,57% della popolazione.
C'erano 882 nuclei familiari di cui il 35,9% avevano figli di età inferiore ai 18 anni, il 65,1% erano coppie sposate conviventi, il 9,6% aveva un capofamiglia femmina senza marito, e il 20,5% erano non-famiglie. Il 18,4% di tutti i nuclei familiari erano individuali e il 7,1% aveva componenti con un'età di 65 anni o più che vivevano da soli. Il numero di componenti medio di un nucleo familiare era di 2,83 e quello di una famiglia era di 3,21.
La popolazione era composta dal 29,1% di persone sotto i 18 anni, l'8.3% di persone dai 18 ai 24 anni, il 27,5% di persone dai 25 ai 44 anni, il 24,1% di persone dai 45 ai 64 anni, e il 10,9% di persone di 65 anni o più. L'età media era di 36 anni. Per ogni 100 femmine c'erano 95,8 maschi. Per ogni 100 femmine dai 18 anni in giù, c'erano 96,2 maschi.
Il reddito medio di un nucleo familiare era di 39.919 dollari, e quello di una famiglia era di 49.250 dollari. I maschi avevano un reddito medio pro capite di 38.606 dollari contro i 23.705 dollari delle femmine. Il reddito medio pro capite totale era di 17.087 dollari. Circa il 4,7% delle famiglie e l'8.0% della popolazione erano sotto la soglia di povertà, incluso il 7,8% di persone sotto i 18 anni e il 7,1% di persone di 65 anni o più.